# SOMA
SOMA — відеогра жанру survival horror, створена студією Frictional Games, відомою за серіями ігор Penumbra й Amnesia. Анонс гри відбувся 11 вересня 2013 року. 22 вересня 2015 року почався її продаж. Події гри розгортаються на підводній дослідницькій станції, де головний герой отямлюється і намагається розгадати що сталося з ним і світом поза станцією.

## Ігровий процес
Геймплей нагадує Penumbra та Amnesia, але акцент зроблено на розповідь історії, як в Amnesia: A Machine for Pigs. Головний герой змушений виживати, ховаючись від чудовиськ і долаючи свій страх, проте не менш важливою частиною геймплею, за словами розробників, є сюжет.

## Сюжет
У 2015 році Саймон Джаретт із Торонто потрапляє в автокатастрофу, а його подруга Ешлі гине. Саймон, з важкими травмами мозку та внутрішньочерепною кровотечею, залишається живий. Через те що наслідки аварії постійно даються взнаки, Саймон погоджується на експериментальне сканування мозку в медичній лабораторії, під час якого непритомніє та отямлюється на якійсь підводній станції через 100 років, у 2104 році. В 2103 на Землю впала комета, спричинивши катаклізми, проте станція завдяки своєму вигідному розташуванню вціліла.
З Саймоном вступає в контакт місцева вчена Кетрін, точніше її цифрова копія, завантажена в систему доступу. Вона просить допомогти врятувати «Ковчег» — невеликий пристрій, в якому зберігаються копії особистостей людей. Всередині «Ковчегу» створюється віртуальна реальність, де скопійовані особистості можуть існувати. Щоб добути пристрій, вона доручає Саймону добратися до станції в глибинах океану, а також подолати збожеволілий ШІ (система WAU). Ця система заразила весь океан гелем, що поєднує органіку з машинами, виконуючи програму зберігати життя за будь-яку ціну, та реально перетворює їх на чудовиськ. WAU прагне у своєму розумінні врятувати залишки біосфери та створити для людей віртуальну реальність.
Під час подорожі Саймон з'ясовує, що його свідомість, скопійовану в Торонто, завантажили на спеціальний чип, який керує штучним тілом, зрощеним із скафандром (власне сома). Справжній же Саймон помер ще 2015 року. Він знов себе копіює аби спуститися в глибини, а його сома надто велика для скафандра, який витримує потрібний тиск. Нова копія разом з Кетрін досягає мети, у цьому їм допомагає спотворений вчений Йохан Росс. По дорозі він відвідує станцію Альфа, де міститься центр WAU. Герой повинен зробити вибір: знищити систему або залишити все як є. Росс має намір убити Саймона, але його раптово з'їдає одне із породжень системи. Вони дивом пробираються повз величезних глибинних істот до іонної гармати на станції Фі. Саймон та Кетрін за допомогою гармати запускають «Ковчег» у космос, перед цим встигаючи перенести на пристрій свої особистості. Він бачить відліт і шокований тим, що досі лишається на базі. Кетрін пояснює — на «Ковчезі» існуватимуть їхні копії. Саймон залишається під водою в темряві, проклинаючи Кетрін.
У сцені після титрів Саймон отямлюється в мальовничій місцині. Він знаходить термінал, де дає низку відповідей на питання про те чи не відчуває дискомфорту. Попереду він бачить Кетрін і місто. Проте все це — симуляція «Ковчега», що покидає орбіту Землі.

## Розробка
SOMA розроблялася з 2010 року. Це перша гра на рушії HPL3 Engine. У квітні 2014 року стало відомо, що сетінг гри буде підводним. У березні 2015 року розробники оголосили про те, що розробка гри практично завершена. У квітні 2015 року відбулося закрите бета-тестування. 29 травня з'явився перший геймплейний трейлер гри й була оголошена дата випуску — 22 вересня 2015 року. 24 серпня відкрилось попереднє замовлення цифрової копії гри в магазинах цифрової дистрибуції Steam і GOG.com. 16 вересня гра стала доступна для попереднього завантаження у цифровому сервісі Steam.
Спочатку розробники планували відійти від ігрових механік попередніх своїх ігор, але розробити нову механіку виявилося складніше, ніж планувалося.

## Рецензії та нагороди
Гра SOMA отримала позитивні оцінки ігрових ресурсів. Версія для PC отримала оцінку 83,96 % на GameRankings і 83 бали зі 100 на Metacritic. Версія для Playstation 4 отримала оцінку 80,67 % на GameRankings і 79 балів зі 100 на Metacritic.

## Виноски
1. ↑  Epic Games Store — 2018.
2. ↑  Good Old Games — 2008.
3. 1 2 3 4 5 6 7 8 9  Steam — 2003.
4. ↑  Humble Store
5. ↑  All PS Now games A-Z: Browse the full list of games available to play with your PS Now membership
6. ↑  playua.net (5 червня 2015 року). Дата виходу SOMA та ігролад. Архів оригіналу за 9 березня 2016. Процитовано 19 лютого 2016.
7. ↑  Автори Amnesia анонсували психологічний трилер Soma. Архів оригіналу за 12 грудня 2013. Процитовано 19 лютого 2016.
8. ↑  SOMA — хоррор не для тупих, розповідає Frictional. Архів оригіналу за 6 жовтня 2015. Процитовано 7 вересня 2015.
9. ↑  Grip, Thomas (11 жовтня 2013). SOMA: Frictional Games Brings Sci-Fi Horror to PS4. PlayStation Blog. Архів оригіналу за 12 жовтня 2013. Процитовано 13 жовтня 2013.
10. 1 2 3  Frictional Games (3 квітня 2014 року). Дражнилка "SOMA - Lambda". Архів оригіналу за 3 лютого 2016. Процитовано 19 лютого 2016.
11. ↑  pcgamer.com (15 березня 2015 року). Soma beta test expected to start in four weeks (англ.). Архів оригіналу за 2 березня 2016. Процитовано 19 лютого 2016.
12. ↑  pcgamer.com (15 квітня 2015 року). Soma enters beta with new screenshot (англ.). Архів оригіналу за 2 березня 2016. Процитовано 19 лютого 2016.
13. ↑  SOMA is now available for PC pre-order | Frictional Games. www.frictionalgames.com. Архів оригіналу за 17 вересня 2015. Процитовано 7 вересня 2015. [Архівовано 2015-09-17 у Wayback Machine.]
14. ↑  MIDWEEK MADNESS SALE - FREE copy of Amnesia: The Dark Descent! | Frictional Games. www.frictionalgames.com. Архів оригіналу за 17 вересня 2015. Процитовано 16 вересня 2015. [Архівовано 2015-09-17 у Wayback Machine.]
15. ↑  SOMA for PC. GameRankings. Архів оригіналу за 22 вересня 2015. Процитовано 17 жовтня 2015.
16. ↑  SOMA for PC Reviews. Metacritic. Архів оригіналу за 5 березня 2016. Процитовано 7 лютого 2016.
17. ↑  SOMA for PlayStation 4. GameRankings. Архів оригіналу за 27 квітня 2016. Процитовано 7 лютого 2016.
18. ↑  SOMA for PlayStation 4 Reviews. Metacritic. Архів оригіналу за 24 вересня 2015. Процитовано 21 вересня 2015.